# Arizona (Lucky Luke)
Arizona is het derde album uit de stripreeks Lucky Luke. Hij werd geschreven en getekend door Morris. Het album bestaat uit twee korte verhalen en twee verhaaltjes van ieder een pagina. Het werd in 1951 uitgegeven door Dupuis.

## Verhalen

### Arizona
Het verhaal speelt zich af in 1880. Er wordt een postkoets overvallen door twee bandieten. De koetsier raakt gewond en zijn zoontje haalt hulp. Toevallig is Lucky Luke ter plaatse. Hij helpt de mensen, waarbij hij een spoor van de bandieten vindt. Hij belooft de koetsier dat hij de bandieten zal achterhalen en de lading goud zal terugbrengen. In een saloon loopt hij een van de bandieten tegen het lijf en al snel is hij hen op het spoor. Na een heleboel problemen weet Lucky de bandieten te achterhalen en te arresteren. Hij maakt een glorieuze intocht met de bandieten en de buit, en gaat daarna weer op pad.

### Lucky Luke tegen Caesar Sigaret
De desperado Caesar Sigaret ontsnapt uit de gevangenis. Sigaret wordt na zijn ontsnapping vogelvrij verklaard. Als Lucky Luke lucht krijgt van zijn ontsnapping, gaat hij meteen achter Sigaret aan. Lucky Luke heeft namelijk nog een rekening met Sigaret te vereffenen. Met veel moeite weet hij Sigaret uiteindelijk op te pakken. Daarna levert Lucky Luke hem uit aan de sheriff. Sigaret wordt na zijn  arrestatie opgehangen.

## Trivia
- Twee van de drie bandieten in Arizona komen ook voor in Dick Diggers goudmijn. Daar beroven ze Dick Digger van zijn goud en worden ze uiteindelijk ook opgepakt door Lucky Luke.
- Het eerste verhaal, Arizona werd al in 1946 geschreven. Het was de eerste Lucky Luke-strip ooit. Het album verscheen echter pas in 1951.